# Lijst van voetbalinterlands Estland - Letland
Deze lijst van voetbalinterlands is een overzicht van alle officiële voetbalwedstrijden tussen de nationale teams van Estland en Letland. De Baltische buurlanden speelden tot op heden 57 keer tegen elkaar. De eerste ontmoeting, een vriendschappelijke wedstrijd, werd gespeeld in Riga op 24 september 1922. Het laatste duel, eveneens een vriendschappelijke wedstrijd, vond plaats op 16 november 2022 in de Letse hoofdstad.

## Wedstrijden
| №  | Plaats    | Datum             | Competitie           | Wedstrijd         | Uitslag |
| -- | --------- | ----------------- | -------------------- | ----------------- | ------- |
| 1  | Riga      | 24 september 1922 | Vriendschappelijk    | Letland – Estland | 1 – 1   |
| 2  | Tallinn   | 24 juli 1923      | Vriendschappelijk    | Estland – Letland | 1 – 1   |
| 3  | Riga      | 18 oktober 1924   | Vriendschappelijk    | Letland – Estland | 2 – 0   |
| 4  | Tallinn   | 26 augustus 1925  | Vriendschappelijk    | Estland – Letland | 2 – 2   |
| 5  | Riga      | 19 september 1926 | Vriendschappelijk    | Letland – Estland | 0 – 1   |
| 6  | Tallinn   | 16 juni 1927      | Vriendschappelijk    | Estland – Letland | 4 – 1   |
| 7  | Riga      | 25 september 1927 | Vriendschappelijk    | Letland – Estland | 4 – 1   |
| 8  | Tallinn   | 27 juli 1928      | Vriendschappelijk    | Estland – Letland | 0 – 1   |
| 9  | Riga      | 23 september 1928 | Vriendschappelijk    | Letland – Estland | 1 – 1   |
| 10 | Riga      | 15 augustus 1929  | Vriendschappelijk    | Letland – Estland | 2 – 2   |
| 11 | Tallinn   | 18 september 1929 | Vriendschappelijk    | Estland – Letland | 4 – 1   |
| 12 | Tallinn   | 27 juni 1930      | Vriendschappelijk    | Estland – Letland | 1 – 1   |
| 13 | Kaunas    | 16 augustus 1930  | Vriendschappelijk    | Letland – Estland | 3 – 2   |
| 14 | Riga      | 28 mei 1931       | Vriendschappelijk    | Letland – Estland | 0 – 1   |
| 15 | Tallinn   | 1 september 1931  | Vriendschappelijk    | Estland – Letland | 3 – 1   |
| 16 | Riga      | 27 september 1931 | Vriendschappelijk    | Letland – Estland | 2 – 1   |
| 17 | Tallinn   | 1 juni 1932       | Vriendschappelijk    | Estland – Letland | 3 – 0   |
| 18 | Riga      | 28 mei 1933       | Vriendschappelijk    | Letland – Estland | 2 – 0   |
| 19 | Tallinn   | 9 augustus 1933   | Vriendschappelijk    | Estland – Letland | 2 – 1   |
| 20 | Kaunas    | 3 september 1933  | Vriendschappelijk    | Letland – Estland | 1 – 0   |
| 21 | Riga      | 12 juni 1935      | Vriendschappelijk    | Letland – Estland | 1 – 1   |
| 22 | Tallinn   | 22 augustus 1935  | Vriendschappelijk    | Estland – Letland | 1 – 1   |
| 23 | Tallinn   | 28 mei 1936       | Vriendschappelijk    | Estland – Letland | 3 – 4   |
| 24 | Riga      | 31 augustus 1936  | Vriendschappelijk    | Letland – Estland | 2 – 1   |
| 25 | Kaunas    | 4 september 1937  | Vriendschappelijk    | Letland – Estland | 1 – 1   |
| 26 | Kaunas    | 7 september 1937  | Vriendschappelijk    | Letland – Estland | 2 – 0   |
| 27 | Riga      | 19 september 1937 | Vriendschappelijk    | Letland – Estland | 3 – 1   |
| 28 | Tallinn   | 20 juli 1938      | Vriendschappelijk    | Estland – Letland | 0 – 2   |
| 29 | Tallinn   | 5 september 1938  | Vriendschappelijk    | Estland – Letland | 1 – 1   |
| 30 | Riga      | 27 juli 1939      | Vriendschappelijk    | Letland – Estland | 3 – 3   |
| 31 | Tallinn   | 18 juli 1940      | Vriendschappelijk    | Estland – Letland | 2 – 1   |
| 32 | Liepāja   | 10 juli 1992      | Vriendschappelijk    | Letland – Estland | 2 – 1   |
| 33 | Liepaja   | 15 juli 1992      | Vriendschappelijk    | Letland – Estland | 2 – 1   |
| 34 | Vantaa    | 21 februari 1993  | Vriendschappelijk    | Estland – Letland | 0 – 2   |
| 35 | Pärnu     | 2 juli 1993       | Vriendschappelijk    | Estland – Letland | 0 – 2   |
| 36 | Vilnius   | 30 juli 1994      | Vriendschappelijk    | Letland – Estland | 2 – 0   |
| 37 | Ozolnieki | 6 november 1994   | Vriendschappelijk    | Letland – Estland | 0 – 0   |
| 38 | Riga      | 19 mei 1995       | Vriendschappelijk    | Letland – Estland | 2 – 0   |
| 39 | Narva     | 7 juli 1996       | Vriendschappelijk    | Estland – Letland | 1 – 1   |
| 40 | Tallinn   | 18 mei 1997       | WK 1998 kwalificatie | Estland – Letland | 1 – 3   |
| 41 | Vilnius   | 10 juli 1997      | Vriendschappelijk    | Estland – Letland | 1 – 2   |
| 42 | Riga      | 6 september 1997  | WK 1998 kwalificatie | Letland – Estland | 1 – 0   |
| 43 | Valga     | 25 juni 1998      | Vriendschappelijk    | Estland – Letland | 0 – 2   |
| 44 | Riga      | 3 juli 2001       | Vriendschappelijk    | Letland – Estland | 3 – 1   |
| 45 | Tallinn   | 5 juli 2003       | Vriendschappelijk    | Estland – Letland | 0 – 0   |
| 46 | Riga      | 13 oktober 2004   | WK 2006 kwalificatie | Letland – Estland | 2 – 2   |
| 47 | Tallinn   | 3 september 2005  | WK 2006 kwalificatie | Estland – Letland | 2 – 1   |
| 48 | Riga      | 30 mei 2008       | Vriendschappelijk    | Letland – Estland | 1 – 0   |
| 49 | Tallinn   | 12 november 2008  | Vriendschappelijk    | Estland – Letland | 1 – 1   |
| 50 | Kaunas    | 19 juni 2010      | Vriendschappelijk    | Estland – Letland | 0 – 0   |
| 51 | Tallinn   | 14 augustus 2013  | Vriendschappelijk    | Estland − Letland | 1 − 1   |
| 52 | Liepāja   | 29 mei 2014       | Vriendschappelijk    | Letland − Estland | 0 − 0   |
| 53 | Tallinn   | 4 juni 2016       | Vriendschappelijk    | Estland − Letland | 0 − 0   |
| 54 | Riga      | 12 juni 2017      | Vriendschappelijk    | Letland − Estland | 1 − 2   |
| 55 | Riga      | 2 juni 2018       | Vriendschappelijk    | Letland − Estland | 1 − 0   |
| 56 | Tallinn   | 10 juni 2021      | Vriendschappelijk    | Estland − Letland | 2 − 1   |
| 57 | Riga      | 16 november 2022  | Vriendschappelijk    | Letland − Estland | 1 − 1   |

## Samenvatting
| Competitie        | Totaal gespeeld | Winst Estland | Gelijk | Winst Letland | Doelsaldo Estland – Letland |
| ----------------- | --------------- | ------------- | ------ | ------------- | --------------------------- |
| WK-kwalificatie   | 4               | 1             | 1      | 2             | 5 − 7                       |
| Vriendschappelijk | 57              | 10            | 20     | 27            | 57 − 88                     |
| Totaal            | 61              | 11            | 21     | 29            | 62 − 95                     |

Wedstrijden bepaald door strafschoppen worden, in lijn met de FIFA, als een gelijkspel gerekend.

## Details

### Eerste ontmoeting
| Letland         | 1 – 1 | Estland          |
| Edvīns Bārda 2' | goals | 88' Oskar Üpraus |

### Tweede ontmoeting
| Estland          | 1 – 1 | Letland          |
| Heinrich Paal 3' | goals | 65' Arvīds Bārda |

### Derde ontmoeting
| Letland                                | 2 – 0 | Estland |
| Aleksandrs Ābrams 27' Edvīns Bārda 33' | goals |         |

### Vierde ontmoeting
| Estland                                           | 2 – 2 | Letland                                |
| Arnold Pihlak 85' (pen.) Arnold Pihlak 89' (pen.) | goals | 9' Arnolds Tauriņš 19' Arnolds Tauriņš |

### Vijfde ontmoeting
| Letland | 0 – 1 | Estland                 |
|         | goals | 70' Eduard Ellman-Eelma |

### Zesde ontmoeting
| Estland                                                                                | 4 – 1 | Letland          |
| Eduard Ellman-Eelma 5' Arnold Pihlak 20' Arnold Pihlak 34' Česlavs Stančiks 70' (e.d.) | goals | 17' Emīls Urbāns |

### Zevende ontmoeting
| Letland                                                                     | 4 – 1 | Estland           |
| Voldemārs Žins 23' Emīls Urbāns 33' Voldemārs Plade 51' Voldemārs Plade 53' | goals | 62' Arnold Pihlak |

### Achtste ontmoeting
| Estland | 0 – 1 | Letland             |
|         | goals | 63' Arnolds Tauriņš |

### Negende ontmoeting
| Letland             | 1 – 1 | Estland           |
| Voldemārs Plade 26' | goals | 41' Arnold Pihlak |

### Tiende ontmoeting
| Letland                                    | 2 – 2 | Estland                                 |
| Aleksandrs Priede 27' Arkādijs Pavlovs 63' | goals | 9' Eugen Einman 29' Eduard Ellman-Eelma |

### Elfde ontmoeting
| Estland                                                                          | 4 – 1 | Letland                     |
| Johannes Brenner 10' Eduard Ellman-Eelma 33' Heinrich Paal 50' Arnold Pihlak 75' | goals | 82' (pen.) Alberts Šeibelis |

### Zeventiende ontmoeting
| Estland                                                    | 3 – 0 | Letland |
| Arnold Laasner 3' Eduard Ellman-Eelma 6' Leonhard Kass 89' | goals |         |

### 30ste ontmoeting
| |       |                                                            |
| Letland | 3 – 3 | Estland                                                    |
| Eduards Freimanis 25' Aleksandrs Vanags 76' Eduards Freimanis 87'                                                             | goals | 17' Georg Siimenson 55' Richard Kuremaa 66' Ralf Veidemann |
| - Debuut van Eduards Freimanis (Olimpija Liepāja) voor Letland. - Debuut van Kopel Koslovski (VS Sport Tallinn) voor Estland. |       |                                                            |

### 32ste ontmoeting
| Letland                               | 2 – 1 | Estland           |
| Ainars Linards 34' Ainars Linards 38' | goals | 61' Indro Olumets |

### 34ste ontmoeting
|                                                                                                  |       |         |
| Letland                                                                                          | 2 – 0 | Estland |
| Rolands Bulders 28' Aleksejs Semjonovs 35'                                                       | goals |         |
| - Debuut van Dzintar Klavan (JK Viljandi Tulevik) en Aleksandr Olerski (KSK Vigri) voor Estland. |       |         |

### 35ste ontmoeting
| |       |                                             |
| Estland | 0 – 2 | Letland                                     |
| | goals | 52' Vitālijs Astafjevs 80' Aleksejs Sarando |
| - Debuut van Sergei Zamorski (FC Flora Tallinn) voor Estland. - Debuut van Aleksandrs Dibrivnijs (Skonto Riga) voor Letland. |       |                                             |

### 36ste ontmoeting
| Estland | 0 – 2 | Letland                                    |
|         | goals | 31' Vitālijs Astafjevs 37' Rolands Bulders |

### 38ste ontmoeting
|                                                            |       |         |
| Letland                                                    | 2 – 0 | Estland |
| Armands Zeiberliņš 37' Valērijs Ivanovs 67'                | goals |         |
| - Estland onder leiding van interim-bondscoach Aavo Sarap. |       |         |

### 39ste ontmoeting
| Estland         | 1 – 1 | Letland             |
| Urmas Rooba 36' | goals | 16' Rolands Bulders |

### 40ste ontmoeting
| Estland            | 1 – 3 | Letland                                                                   |
| Indrek Zelinski 5' | goals | 53' Vladimirs Babičevs 80' Aleksandrs Jelisejevs 87' (e.d.) Marek Lemsalu |

### 41ste ontmoeting
| Estland           | 1 – 2 | Letland                                  |
| Marko Kristal 15' | goals | 30' Vladimirs Babičevs 50' Marian Pahars |

### 42ste ontmoeting
| Letland                       | 1 – 0 | Estland |
| Mihails Zemļinskis 87' (pen.) | goals |         |

### 43ste ontmoeting
| Estland | 0 – 2 | Letland                                  |
|         | goals | 19' Marian Pahars 87' Vladimirs Babičevs |

### 44ste ontmoeting
| Baltische Beker (Riga, Letland, 3 juli 2001): |              | |
| Letland | 3 – 1        | Estland |
| Māris Verpakovskis 41' Marian Pahars 51' Vladimirs Kolesnicenko 90' | goals        | 47' Indrek Zelinski |
| Aleksandrs Starkovs | bondscoach   | Arno Pijpers |
| Andrejs Piedels Artur Zakresevskis Vitalijs Astafjevs Mihails Zemlinskis Viktors Lukasevics Olegs Blagonadezdins Igors V. Stepanovs Imants Bleidelis 78' Marian Pahars 80' Andrejs Rubins Māris Verpakovskis 60' | opstellingen | Martin Kaalma Teet Allas Andrei Stepanov Raio Piiroja 64' Erko Saviauk Martin Reim Mark Švets Viktor Alonen Indrek Zelinski 81' Marko Kristal 78' Andres Oper |
| Andrejs Stolcers 60' Jurģis Pučinskis 78' Vladimirs Kolesnicenko 80' | wissels      | 64' Urmas Rooba 78' Sergei Terehhov 81' Dmitri Ustritski |
| Arturs Zakresevskis 21' Marian Pahars 49' Olegs Blagonadezdins 60' Vladimirs Kolesnicenko 82' Andrejs Stolcers 87'                                                                                               | gele kaarten | 13' Teet Allas |
| - Debuut van Jurģis Pučinskis (FK Dinaburg) voor Letland. |              | |

### 45ste ontmoeting
| Baltische Beker (Tallinn, Estland, 5 juli 2003): |       |         |
| Estland                                          | 0 – 0 | Letland |
|                                                  | goals |         |

### 48ste ontmoeting
| Baltische Beker (Riga, Letland, 30 mei 2008): |       |         |
| Letland                                       | 1 – 0 | Estland |
| Juris Laizāns 48' (pen.)                      | goals |         |

### 49ste ontmoeting
| Vriendschappelijk (Tallinn, Estland, 12 november 2008): |       |                     |
| Estland                                                 | 1 – 1 | Letland             |
| Tarmo Kink 52'                                          | goals | 75' Kristaps Grebis |

### 50ste ontmoeting
| Estland | 0 – 0 | Letland |
|         | goals |         |

### 51ste ontmoeting
| Vriendschappelijk (Tallinn, Estland, 14 augustus 2013):                                                                               |              |                    |
| Estland | 1 – 1        | Letland            |
| Dmitri Kruglov 68' | goals        | 73' Artūrs Zjuzins |
| Aleksandr Dmitrijev 41', 43' | rode kaarten |                    |
| - Eerste duel van Letland onder leiding van bondscoach Marian Pahars. - Interlanddebuut voor scheidsrechter Michael Lerjéus (Zweden). |              |                    |

### 52ste ontmoeting
| |       |         |
| Letland | 0 – 0 | Estland |
| | goals |         |
| - Debuut van Oļegs Timofejevs (FK Ventspils) en Visvaldis Ignatāns (FK Ventspils) voor Letland. - Het duel wordt beslist met strafschoppen: 4–2. |       |         |

EJL · A-internationals · Bondscoaches · Statistieken · Estisch vrouwenelftal · Olympisch elftal · Estland U21 · Estland U20 · Estland U19 · Estland U18 · Estland U17 · Estland U16
1920 – 1929 ·
1930 – 1939 ·
1940 – 1949 ·
1950 – 1990 · 
1990 – 1999 ·
2000 – 2009 ·
2010 – 2019 ·
2020 − 2029
OS 1924
1920 ·
1921 ·
1922 ·
1923 ·
1924 ·
1925 ·
1926 ·
1927 ·
1928 ·
1929 · 
1930 · 
1931 · 
1932 · 
1933 · 
1934 · 
1935 · 
1936 · 
1937 · 
1938 · 
1939 · 
1940 · 
1941 · 
1942 · 
1943 · 1944 · 
1945 · 
1946 · 
1947 · 
1948 · 
1949 · 
1950 – 1990 · 
1991 · 
1992 · 
1993 · 
1994 · 
1995 · 
1996 · 
1997 · 
1998 · 
1999 · 
2000 · 
2001 · 
2002 · 
2003 · 
2004 · 
2005 · 
2006 · 
2007 · 
2008 · 
2009 · 
2010 · 
2011 · 
2012 · 
2013 · 
2014 · 
2015 · 
2016 ·
2017 ·
2018 ·
2019 ·
2020
Albanië ·
Andorra ·
Angola ·
Antigua en Barbuda ·
Argentinië ·
Armenië ·
Azerbeidzjan ·
België ·
Bosnië-Herzegovina ·
Brazilië ·
Bulgarije ·
Canada ·
Chili ·
China ·
Cyprus ·
Denemarken ·
Duitsland ·
Ecuador ·
Egypte ·
El Salvador ·
Engeland ·
Equatoriaal-Guinea ·
Faeröer ·
Fiji ·
Filipijnen ·
Finland ·
Frankrijk ·
Georgië · 
Gibraltar ·
Griekenland ·
Hongarije ·
Hongkong ·
Ierland ·
IJsland ·
Indonesië ·
Irak ·
Israël ·
Italië ·
Jordanië ·
Kazachstan ·
Kirgizië ·
Kroatië ·
Letland ·
Libanon ·
Liechtenstein ·
Litouwen ·
Luxemburg ·
Malta ·
Marokko ·
Mexico ·
Moldavië ·
Montenegro ·
Nederland ·
Nieuw-Caledonië ·
Nieuw-Zeeland ·
Noord-Ierland ·
Noord-Macedonië ·
Noorwegen ·
Oekraïne ·
Oezbekistan ·
Oman ·
Oostenrijk ·
Polen ·
Portugal ·
Qatar ·
Roemenië ·
Rusland ·
Saint Kitts en Nevis ·
San Marino ·
Saoedi-Arabië ·
Schotland ·
Servië ·
Slovenië ·
Slowakije · 
Spanje ·
Tadzjikistan ·
Thailand ·
Trinidad en Tobago ·
Tsjechië ·
Turkije ·
Turkmenistan ·
Uruguay ·
Vanuatu ·
Venezuela ·
Verenigde Arabische Emiraten ·
Verenigde Staten ·
Vietnam ·
Wales ·
Wit-Rusland ·
Zweden ·
Zwitserland
LFF · A-internationals · Bondscoaches · Statistieken · Lets vrouwenelftal · Olympisch elftal · Letland U21 · Letland U20 · Letland U19 · Letland U18 · Letland U17 · Letland U16
1922 – 1929 ·
1930 – 1940 ·
1950 – 1989 · 
1990 – 1999 ·
2000 – 2009 ·
2010 – 2019 ·
2020 – 2029
EK 1996 · 
EK 2000 · 
EK 2004 · 
EK 2008 · 
EK 2012
WK 1994 · 
WK 1998 · 
WK 2002 · 
WK 2006 · 
WK 2010 · 
WK 2014
OS 1924
1922 · 
1923 · 
1924 · 
1925 · 
1926 · 
1927 · 
1928 · 
1929 · 
1930 · 
1931 · 
1932 · 
1933 · 
1934 · 
1935 · 
1936 · 
1937 · 
1938 · 
1939 · 
1940 · 
1941 · 
1942 · 
1943 · 1944 · 
1945 · 
1946 · 
1947 · 
1948 · 
1949 · 
1950 – 1990 · 
1991 · 
1992 · 
1993 · 
1994 · 
1995 · 
1996 · 
1997 · 
1998 · 
1999 · 
2000 · 
2001 · 
2002 · 
2003 · 
2004 · 
2005 · 
2006 · 
2007 · 
2008 · 
2009 · 
2010 · 
2011 · 
2012 · 
2013 · 
2014 · 
2015 · 
2016 · 
2017 ·
2018 ·
2019 ·
2020 ·
2021 ·
2022
Albanië ·
Andorra ·
Angola ·
Armenië ·
Azerbeidzjan ·
Bahrein ·
België ·
Bolivia ·
Bosnië en Herzegovina ·
Brazilië ·
Bulgarije ·
China ·
Cyprus ·
Denemarken ·
Duitsland ·
Estland ·
Faeröer · 
Finland ·
Frankrijk ·
Georgië ·
Ghana ·
Gibraltar ·
Griekenland ·
Honduras ·
Hongarije ·
Ierland ·
IJsland ·
Israël ·
Japan ·
Kazachstan ·
Koeweit ·
Kosovo ·
Kroatië ·
Liechtenstein ·
Litouwen ·
Luxemburg ·
Malta ·
Moldavië ·
Montenegro ·
Nederland ·
Noord-Ierland ·
Noord-Korea ·
Noord-Macedonië ·
Noorwegen ·
Oekraïne ·
Oezbekistan · 
Oman ·
Oostenrijk ·
Polen ·
Portugal ·
Qatar ·
Roemenië · 
Rusland ·
San Marino ·
Saoedi-Arabië ·
Schotland ·
Slovenië ·
Slowakije ·
Spanje ·
Thailand ·
Tsjechië ·
Tunesië ·
Turkije ·
Verenigde Staten ·
Wales ·
Wit-Rusland ·
Zuid-Korea ·
Zweden ·
Zwitserland